# Un château en Espagne
Un château en Espagne è film del 2007 diretto da Isabelle Doval.

## Trama
Maxime e Esteban sono due ragazzi di tredici anni vicini di casa. La loro amicizia è, per loro, una cosa che durerà in eterno, ma quando il padre di Esteban, di origine spagnola, decide di trasferirsi in Spagna questa amicizia si troverà ad affrontare una dura prova.